# DFB-Pokal 1989-1990
La 1989-90 DFB Cup fu la 47ª edizione della coppa. Si svolse tra il 19 agosto 1989 e il 19 maggio 1990. 64 squadre si sfidarono in sei turni. Nella finale il Kaiserslautern sconfisse il SV Werder Bremen 3 – 2. 

Fu l'ultima edizione prima della riunificazione tedesca tra Repubblica Democratica Tedesca (Germania Est) e Repubblica Federale Tedesca (Germania Ovest). Anche l'edizione successiva si disputò tra sole squadre della Germania Ovest, fu l'ultima.

## Primo turno
| Squadra 1             | Risultato   | Squadra 2              |
| --------------------- | ----------- | ---------------------- |
| 18.08.1989            |             |                        |
| Bückeburg             | 0 - 2       | Eintracht Braunschweig |
| Rot-Weiss Francoforte | 0 - 1       | Waldhof Mannheim       |
| Arminia Hannover      | 2 - 1       | Homburg                |
| St. Pauli             | 1 - 2       | Werder Brema           |
| Kickers Offenbach     | 2 - 1       | Bayer Uerdingen        |
| 19.08.1989            |             |                        |
| Hannover 96           | 0 - 3       | Borussia M'gladbach    |
| Wolfsburg             | 1 - 3       | Stoccarda              |
| Osnabrück             | 3 - 1 (dts) | Schalke 04             |
| Wiesbaden             | 0 - 2       | Bochum                 |
| Sölde                 | 0 - 3       | Colonia                |
| Eintracht Francoforte | 0 - 1       | Bayern Monaco          |
| Amburgo               | 2 - 4       | Duisburg               |
| Bayer Leverkusen II   | 0 - 1       | Kaiserslautern         |
| Hertha Zehlendorf     | 0 - 4       | Norimberga             |
| Plattling             | 1 - 2 (dts) | Fortuna Düsseldorf     |
| Saarbrücken           | 3 - 1       | Meppen                 |
| Rot-Weiss Essen       | 1 - 2       | Wattenscheid 09        |
| Langenau              | 0 - 6       | Kickers Stoccarda      |
| Jülich                | 2 - 2 (dts) | Blau-Weiß Berlin       |
| Wangen                | 0 - 3       | Darmstadt              |
| 1. FC Pforzheim       | 4 - 1       | Bayreuth               |
| Schweinfurt 05        | 1 - 0       | Altona 93              |
| Pfeddersheim          | 2 - 0       | Gaggenau               |
| Geislingen            | 0 - 3       | Monaco 1860            |
| Edenkoben             | 1 - 0       | Saar 05                |
| Borussia Dortmund     | 3 - 0       | Fortuna Colonia        |
| 20.08.1989            |             |                        |
| Werder Brema II       | 1 - 4       | Bayer Leverkusen       |
| Union Solingen        | 1 - 3 (dts) | Friburgo               |
| Gütersloh             | 1 - 1 (dts) | Hertha Berlino         |
| Salmrohr              | 1 - 3       | Hoisdorf               |
| Vikt. Aschaffenburg   | 2 - 6       | Karlsruhe              |
| Magonza               | 2 - 0       | Alemannia Aquisgrana   |

### Ripetizioni
| Squadra 1        | Risultato | Squadra 2 |
| ---------------- | --------- | --------- |
| 29.08.1989       |           |           |
| Hertha Berlino   | 0 - 1     | Gütersloh |
| 30.08.1989       |           |           |
| Blau-Weiß Berlin | 1 - 0     | Jülich    |

## Secondo turno
| Squadra 1           | Risultato   | Squadra 2              |
| ------------------- | ----------- | ---------------------- |
| 23.09.1989          |             |                        |
| Borussia M'gladbach | 4 - 1       | Norimberga             |
| Bayern Monaco       | 2 - 0       | Waldhof Mannheim       |
| Friburgo            | 1 - 2       | Karlsruhe              |
| Darmstadt           | 1 - 0       | Bayer Leverkusen       |
| Kickers Stoccarda   | 2 - 3       | Werder Brema           |
| Borussia Dortmund   | 2 - 3       | Eintracht Braunschweig |
| 1. FC Pforzheim     | 1 - 0       | Bochum                 |
| Arminia Hannover    | 2 - 4       | Colonia                |
| Magonza             | 1 - 3       | Kaiserslautern         |
| Gütersloh           | 0 - 2 (dts) | Stoccarda              |
| Edenkoben           | 1 - 2 (dts) | Duisburg               |
| Schweinfurt 05      | 4 - 2       | Blau-Weiß Berlin       |
| Pfeddersheim        | 1 - 3       | Kickers Offenbach      |
| Hoisdorf            | 0 - 2       | Monaco 1860            |
| 24.09.1989          |             |                        |
| Fortuna Düsseldorf  | 4 - 0       | Saarbrücken            |
| Wattenscheid 09     | 0 - 2       | Osnabrück              |

## Ottavi di finale
| Squadra 1         | Risultato   | Squadra 2              |
| ----------------- | ----------- | ---------------------- |
| 08.11.1989        |             |                        |
| Monaco 1860       | 1 - 2       | Werder Brema           |
| 09.11.1989        |             |                        |
| Kaiserslautern    | 2 - 1       | Colonia                |
| Stoccarda         | 3 - 0       | Bayern Monaco          |
| 10.11.1989        |             |                        |
| Kickers Offenbach | 1 - 0 (dts) | Borussia M'gladbach    |
| 11.11.1989        |             |                        |
| Schweinfurt 05    | 0 - 2       | Eintracht Braunschweig |
| 1. FC Pforzheim   | 1 - 3       | Fortuna Düsseldorf     |
| Duisburg          | 4 - 1       | Darmstadt              |
| Osnabrück         | 3 - 2       | Karlsruhe              |

## Quarti di finale
| Squadra 1              | Risultato   | Squadra 2          |
| ---------------------- | ----------- | ------------------ |
| 12.12.1989             |             |                    |
| Werder Brema           | 3 - 0       | Stoccarda          |
| Kaiserslautern         | 3 - 1       | Fortuna Düsseldorf |
| 13.12.1989             |             |                    |
| Eintracht Braunschweig | 3 - 2       | Osnabrück          |
| 17.02.1990             |             |                    |
| Kickers Offenbach      | 1 - 1 (dts) | Duisburg           |

### Ripetizione
| Squadra 1  | Risultato | Squadra 2         |
| ---------- | --------- | ----------------- |
| 13.03.1990 |           |                   |
| Duisburg   | 0 - 1     | Kickers Offenbach |

## Semifinali
| Squadra 1         | Risultato | Squadra 2              |
| ----------------- | --------- | ---------------------- |
| 27.03.1990        |           |                        |
| Werder Brema      | 2 - 0     | Eintracht Braunschweig |
| 28.03.1990        |           |                        |
| Kickers Offenbach | 0 - 1     | Kaiserslautern         |

## Finale
| Squadra 1    | Risultato | Squadra 2      |
| ------------ | --------- | -------------- |
| 19.05.1990   |           |                |
| Werder Brema | 2 - 3     | Kaiserslautern |

| Arbitro: | Manfred Neuner (Leimen) |

|                             |           |                              |
| Labbadia 19’, 26’ Kuntz 30’ | Marcatori | 54’ Neubarth 72’ Burgsmüller |

| 1. FC KAISERSLAUTERN: |    |                 |  |     |
|                       |    |                 |  |     |
| GK                    | 1  | Gerald Ehrmann  |  |     |
| DF                    | 2  | Reinhard Stumpf |  |     |
| DF                    | 3  | Franco Foda     |  |     |
| DF                    | 4  | Kay Friedmann   |  | 57’ |
| DF                    | 5  | Tom Dooley      |  |     |
| MF                    | 6  | Uwe Scherr      |  |     |
| MF                    | 7  | Markus Schupp   |  | 77’ |
| MF                    | 8  | Frank Lelle     |  |     |
| FW                    | 9  | Demir Hotić     |  |     |
| FW                    | 10 | Bruno Labbadia  |  |     |
| FW                    | 11 | Stefan Kuntz    |  |     |
| riserve:              |    |                 |  |     |
| DF                    |    | Roger Lutz      |  | 57’ |
| MF                    |    | Axel Roos       |  | 77’ |
| allenatore:           |    |                 |  |     |
| Karl-Heinz Feldkamp   |    |                 |  |     |

| SV WERDER BREMEN: |    |                     |  |     |
|                   |    |                     |  |     |
| GK                | 1  | Oliver Reck         |  |     |
| DF                | 2  | Ulrich Borowka      |  | 52’ |
| DF                | 3  | Rune Bratseth       |  |     |
| DF                | 4  | Jonny Otten         |  |     |
| MF                | 5  | Thomas Wolter       |  | 35’ |
| MF                | 6  | Uwe Harttgen        |  |     |
| MF                | 7  | Dieter Eilts        |  |     |
| MF                | 8  | Mirko Votava        |  |     |
| MF                | 9  | Günter Hermann      |  |     |
| FW                | 10 | Karlheinz Riedle    |  |     |
| FW                | 11 | Wynton Rufer        |  |     |
| riserve:          |    |                     |  |     |
| FW                |    | Frank Neubarth      |  | 35’ |
| FW                |    | Manfred Burgsmüller |  | 52’ |
| allenatore:       |    |                     |  |     |
| Otto Rehhagel     |    |                     |  |     |

Kaiserslautern
(1º successo)